# Bhadohi
Bhadohi är en stad i den indiska delstaten Uttar Pradesh, och är den administrativa huvudorten för distriktet Sant Ravidas Nagar. Staden hade 94 620 invånare vid folkräkningen 2011.